# Batalla de Harim
La batalla de Harim es lluità el 12 d'agost del 1164 a prop d'un castell situat en l'actual vila de Harim entre les forces de Nur-ad-Din Mahmud i un exèrcit croat del Comtat de Trípoli i el Principat d'Antioquia amb el suport de les tropes de l'Imperi Romà d'Orient i d'Armènia. Nur ad-Din obtingué la victòria i capturà molts croats.

## Antecedents
L'any 1163 el rei Amalric I de Jerusalem engegà una campanya d'invasió a Egipte, fet que deixà els estats croats indefensos a qualsevol atac procedent de l'est. Nur ad-Din aprofità per envair Trípoli, però un grup de templers i pelegrins que anaven acompanyats d'una tropa romana el sorprengueren en la rodalia d'al-Buqaia i el derrotaren amb facilitat, atac en què gairebé perdé la vida. Això feu que Nur ad-Din desitgés encara més derrotar els seus veïns cristians, aquesta vegada per venjança. L'any 1164 es traslladà cap al nord, a Antioquia, on rebé tropes de suport del seu germà Qutb-ad-Din Mawdud, atabeg de Mossul. També rebé reforços dels seus vassalls d'Alep i Damasc, i dels ortúquides d'Al-Jazira, i tots plegats anaren a atacar la fortalesa de Harim. Segons diu Guillem de Tir, hi estacionà màquines de setge i començà un assalt amb tanta fúria que no permeté als habitants de la fortalesa cap moment de descans.

## Batalla
Reginald de Saint Valery, senyor de Harim, demanà ajut a Ramon III de Trípoli, el qual envià Bohemon III d'Antioquia i Joscelí III d'Edessa a distreure l'atenció dels assetjadors. També hi anà Constantí Calamà, governador romà de Cilícia. D'Armènia arribaren Toros i Mleh. Altres senyors que acudiren foren: Hug VIII de Lusignan, comte de La Marca i pare de Guiu de Lusignan, Geoffrey Martel, germà de Guillem III d'Angulema, que havien arribat feia uns mesos com a pelegrins.
Nur ad-Din es preparà per aixecar el setge quan ells arribaren, però els croats confiats per la victòria a al-Buqaia, i malgrat les regles de la disciplina militar, anaren imprudentment a la cerca de l'enemic. Les tropes de Nur ad-Din es giraren contra ells empenyent-los en el contraatac cap a un aiguamoll on quedaren immobilitzats i foren massacrats.
És possible que la retirada de Nur ad-Din fos només fingida i que tingués planejat des d'un principi portar-los a aquest parany, però també és possible que fugís de debò, ja que si s'hagués quedat no hauria tingut oportunitat de sortir vencedor. En l'opinió de Guillem de Tir va ser una imprudència i només els armenis Toros i Mleh, que havien endevinat la maniobra dels turcs, escaparen del desastre. Constantí Calamà, Hug, Ramon, Bohemon i Joscelí foren capturats i empresonats a Alep. Segons Alí ibn al-Athir, hi moriren 10.000 croats.

## Després de la batalla
Nur ad-Din tornà a muntar setge i conquerí la fortalesa de Harim uns dies més tard. Atès que el rei Amalric seguia absent, en territori egipci, els tres estats croats quedaren sense governants. Nur ad-Din no gosà atacar Antioquia per no provocar una resposta de l'Imperi Romà d'Orient, ja que l'emperador encara el considerava de la seva propietat. Quan la seva gent li ho criticà responia: «Abans prefereixo tenir Bohemon com a veí que el rei dels grecs!». Nur ad-Din anà a capturar Banias. Amalric abandonà la campanya egípcia i marxà cap al nord acompanyat de Teodoric d'Alsàcia, per contrarestar la pressió de Nur ad-Din en el Principat d'Antioquia. Bohemon fou alliberat del captiveri el 1165, però Ramon romangué empresonat fins al 1173.